# Оболона
Оболона — річка в Україні, у Березнівському районі Рівненської області. Права притока Перевезні, (басейн Прип'яті).

## Опис
Довжина річки приблизно 6,11 км, найкоротша відстань між витоком і гирлом — 4,67  км, коефіцієнт звивистості річки — 1,31 . Річка формується декількома безіменними струмками.

## Розташування
Бере початок на південно-східній стороні від Мочулянки у болотистій місцині. Тече переважно на південний схід через урочища Мишаківку та Березівку і на північно-східній стороні від села Устя впадає у річку Перевезню, праву притоку Случі.

## Цікавий факт
- У XIX столітті річка з назвою Бистриця протікала через колишні села Мишаківку, Березівку та Млинів.[2]